# Miriam Pillar Grossi
Miriam Pillar Grossi (Porto Alegre, 1958) é uma antropóloga e acadêmica brasileira. Professora da Universidade Federal de Santa Catarina (UFSC) onde atua desde 1989, atualmente aposentada e atuando como voluntária junto ao Programa de Pós-graduação Interdisciplinar em Ciências Humanas (PPGICH) e pesquisadora destacada pelos trabalhos na área de gênero, sexualidade e violências, educação, história da antropologia e ciências . Atribui ao ativismo político   aproximação ao seu campo de pesquisa, tendo tido cargos de relevância política e institucional no campo da ciência como na presidência da Associação Brasileira de Antropologia (ABA), presidência da Associação Nacional de Pesquisa e Pós-graduação em Ciências Sociais (ANPOCS), na vice- presidência da International Union of Anthropological and Ethnological Sciences (IUAES) e como membro da diretoria da Sociedade Brasileira pelo Progresso da Ciência (SBPC), entre outros, ao longo da carreira.

## Vida
Miriam Pillar Grossi nasceu em Porto Alegre, no Rio Grande do Sul. De uma família de professores, seu pai foi pediatra e professor da Faculdade de Medicina  da  atual Universidade   Federal de Ciências da Saúde de Porto Alegre (UFCSPA), ao passo que sua mãe, Esther Pillar Grossi, além de carreira na política, é renomada educadora, tendo sido uma das fundadoras, na década de 1970, do Grupo de Estudos Sobre  Educação, Metodologia de Pesquisa e Ação (GEEMPA). Miriam se habituou desde muito nova com a circulação de intelectuais, cientistas e artistas envolvidos nos ideais políticos progressistas, devido ao engajamento de seus pais, que se conheceram nos anos 1950 na JUC (Juventude Universitária Católica). Mudou-se pela primeira vez para França em 1968, acompanhada dos pais, onde frequentou a escola primária em Boulogne Billancourt, retornando ao Brasil em 1970. Após sua volta, estudou na Aliança Francesa de Porto Alegre, onde, após finalização dos 3 anos de Diploma Superior de Língua Francesa da Universidade de Nancy - atuou por vários anos como professora de francês. Em Porto Alegre estudou no Colégio Israelita Brasileiro, onde teve participação em Grêmios Estudantis e no campo do teatro.
Estudou na Universidade Federal de Rio Grande do Sul (UFRGS), onde concluiu sua graduação em Antropologia, em 1981, atribuindo a Maria Noemi Castilhos de Brito e Cláudia Fonseca a mentoria na sua formação inicial na área de gênero.  
Em 1983, obteve o título de DEA (Dipôme d'Études Approfondies) em Antropologia Social e Cultural pela Université de Paris, Paris V com pesquisa de campo sobre alimentação na região da Bretanha. Na continuidade desenvolveu seu doutorado sobre feministas e frequentadores do SOS Mulher de Porto Alegre, defendido na Université Paris Descartes em 1988, com título “Représentations sur les femmes battues - la violence contre les femmes au Rio Grande do Sul”, sob a orientação de Louis Vincent Thomas.
É companheira de Carmen Rial, antropóloga brasileira. 

## Realizações
Desde 1991 é docente e pesquisadora na Universidade Federal de Santa Catarina, onde é fundadora e coordenadora Núcleo de Identidades de Gênero e Subjetividades (Nigs) e pesquisadora do Instituto de Estudos de Gênero (IEG), grupos de pesquisa referência nacional nas áreas do feminismo, educação, gênero e sexualidade. Orientou, desde o final dos anos 1980 mais de 200 estudantes em pesquisas de Iniciação Cientifica, Mestrado, Doutorado e Pós-doutorado.
Fo professora visitante na Universidade de Brasília (UNB), Universidad de Chile, Ecole des Hautes Etudes en Sciences Sociales (EHESS), Instituto Universitário de Lisboa (ICTE) e ocupou as cátedra Ruth Cardoso junto à Columbia University em 2017 e Chercheur invité no  IHEAL – Institut des Hautes Études en Amérique Latine da Université Sorbonne Nouvelle – Paris 3 em 2022.
Ao longo da carreira se destacou também pela contribuição na gestão de instituições ligadas ao desenvolvimento do ensino e da pesquisa no Brasil e no exterior, de associações cientificas e em conselhos. Foi presidente da ABA – Associação Brasileira de Antropologia (gestão 2004/2006), vice-presidente da International Union of Anthropological and Ethnological Sciences (IUAES) na gestão 2013-2018 e 2024-2027 , presidente da Associação Nacional de Pesquisa e Pós-graduação em Ciências Sociais - ANPOCS (gestão 2019-2020), do Conselho Deliberativo (CD) do CNPq como representante da comunidade científica (2020/2024) e Membro da diretoria da Sociedade Brasileira para o Progresso da Ciência - SBPC (gestão 2021-2023).

## Prêmios
- Prêmio Pierre Verger, “Mauss e suas alunas”, Associação Brasileira de Antropologia - ABA, 2000 [15]
- Melhor livro acadêmico sobre Sexualidade para o livro “Conjugalidades, Parentalidades e Identidades Lésbicas, Gays e Travestis” - Sociedade Brasileira de Sexologia, 2007[15]
- Medalha Roquette Pinto de Contribuição à Antropologia Brasileira, Associação Brasileira de Antropologia - ABA, 2008[16]
- Medalha Professor João David Ferreira Lima pela prestação de serviços  relevantes serviços ao ensino superior no Município de Florianópolis - Câmara Municipal de Florianópolis, 2008[17]
- Prêmio de Excelência no Ensino de Antropologia no Brasil, Associação Brasileira de Antropologia - ABA, 2022[16]

## Escritos

### Livros e Coletâneas organizadas
- Tecendo redes em Antropologia feminista e estudos de gênero: 30 anos do NIGS UFSC. 1. ed. Florianópolis: Tribo da Ilha, 2022 (org. com  SILVA, Simone Lira da; COSTA, Patrícia Rosalba Moura). ISBN 978-65-86602-41-8

- Teoria Feminista e Produção de Conhecimento Situado: Ciências Humanas, Biológicas, Exatas e Engenharias. Florianópolis/Salvador: Tribo da Ilha/Devires, 2020. v. 1. 325p (org. com Com REA, Caterina). ISBN 978-65-86602-03-6

- Etnografia de um Congresso: a organização do 18o Congresso Mundial de Antropologia no Brasil. Florianópolis/Brasília: Tribo da Ilha/ABA Publicações, 2020. v. 1. 383p (org. com WELTER, Tânia). ISBN 978-65-86602-06-7

- Cientistas Sociais e o Coronavírus. 1. ed. São Paulo/Florianópolis: ANPOCS/Tribo da Ilha, 2020. v. 1. 722p (org. com TONIOL, Rodrigo). ISBN 978-65-86602-13-5

- Jeito de freira: uma etnografia da vocação religiosa feminina no século XX. 1. ed. Florianópolis: Tribo da Ilha, 2020. v. 1. 97p. ISBN 978-65-86602-10-4

- Família, gênero e memória: diálogos interdisciplinares entre França e Brasil. Brasília (DF) :ABA; Florianópolis (SC) : Tribo da Ilha, 2020. 521p. (organizado com OLTRAMARI, L.C.; FERREIRA, V.K). ISBN 978-65-86602-22-7

- Caminhos feministas no Brasil : teorias e movimentos sociais. Tubarão (SC): Copiart; Florianópolis (SC): Tribo da Ilha, 2018 (org. com BONETTI, Alinne). ISBN 978-85-8388-114-8

- Conference Proceedings Anais 18th IUAES World Congress. Florianópolis: Editora Tribo da Ilha, 2018. v. 4. 456p (org. com LIRA DA SILVA, S. ; PORFIRIO, I.; VALE DOS SANTOS, C. A. ; LOPEZ ZAMORA, G.D. ; TERTULIANO, G. ; SCHEREN, M. L. ; CALUEIO, F. T.). ISBN 978-85-62946-96-7

- Transformando a Educação em Santa Catarina. Tubarão: Perito, 2017. v. 1. 280p (GARCIA, O. R. Z. ; ZANDONA, J). ISBN 978-85-93073-02-1

- Antropologia, Gênero e Educação em Santa Catarina. Florianópolis: Editora Mulheres, 2017. v. 1. 277p. (org. com WELTER, Tania, GRAUPE, Mareli .). ISBN 978-85-8388-091-2

- Sexualidades, Juventude e Representações Docentes: Uma etnografia em escolas públicas de Santa Catarina. Tubarão: Tribo da Ilha/Copiart, 2017. v. 1. 221p . (org. com FERNANDES, Felipe Bruno Martins ; CARDOZO, Fernanda).  ISBN 978.85.8388.101.8

- Especialização em Gênero e Diversidade na Escola Livro I – Módulo I. Tubarão: Copiart, 2015. v.1. 141p (org. com GARCIA, O. R. Z. e MAGRINI, P. R.). ISBN 978.85.8388.055.4

- Especialização em Gênero e Diversidade na Escola Livro II – Módulo II. Tubarão: Copiart, 2015. v. 1. 139p (org. com GARCIA, O. R. Z. e MAGRINI, P. R.). ISBN 978.85.8388.056.1

- Especialização em Gênero e Diversidade na Escola Livro III – Módulo III. Tubarão: Copiart, 2015. v. 1. 152p (org. com LAGO, M. C. S., GARCIA, O. R. Z. MAGRINI, P. R.). ISBN 978-85-8388-039-4

- Especialização em Gênero e Diversidade na Escola Livro IV – Módulo IV. Tubarão: Copiart, 2015. v. 1. 160p. ISBN 978.85.8388043.1

- Especialização em Gênero e Diversidade na Escola Livro V- Módulo V e VI. Tubarão: Copiart, 2015. 320p. (org. com GARCIA, O. R. Z. e MAGRINI, P. R.).  ISBN 978-85-8388-053-0

- Desafios da formação em Gênero, Sexualidade e Diversidade Étnico-raciais em Santa Catarina. 1. ed. Tubarão: Copiart, 2014. v. 1. 190p. (org. com GARCIA, O. R. Z. e GRAUPE, M. E).

- Fuxico: uma maneira lúdica de contribuir para o aprendizado das questões de gênero, sexualidades e raça/etnia. Florianópolis: Editora Copiart, 2013. v. 1. 503p. (org. com GARCIA, O. R. Z.).

- Conjugalidades, Parentalidades e Identidades Lésbicas, Gays e Travestis. 1. ed. Rio de Janeiro: Garamond, 2007. v. 1. 429p. (org. com P.; UZIEL, A. P.  ; MELLO, L.).  ISBN 978-85-7617-121-8

- Conferências e Diálogos: Saberes e Práticas Antropológicas. Blumenau: Nova Letra, 2007. v. 1. 284p. (org. com GROSSI, M. P. ; ECKERT, C.  ; FRY, P.). ISBN 978-85-7682-205-9

- Gênero e Violência: Pesquisas acadêmicas brasileiras (1975-2005). Florianópolis: Editora Mulheres, 2006. v. 1. 92p. (org. com MENDES, J. C.C.  ; MINELLA, L. S.). ISBN 85-86501-53-0

- Depoimentos: Trinta anos de pesquisas feministas brasileiras sobre violências. Florianópolis: Mulheres, 2006. 381p. (org. com MINELLA, L. S.; PORTO, R. M.). ISBN 85-86501-51-9

- Antropologia Francesa no Século XX. Recife: Massangana, 2006. v. 1. 350p. (MOTTA, A., CAVIGNAC, J. ). ISBN: 85.719.439.0
- Ensino de Antropologia no Brasil: Formação, práticas disciplinares e além-fronteiras. Blumenau: Nova Letra, 2006. v. 1. 454p. (TASSINARI, A. RIAL, C.).  ISBN 85-7682-146-X

- Antropologia e Direitos Humanos 4. Blumenau: Nova Letra, 2006. v. 1. 423p. (org. com HEILBORN, M. L., Zanotta Machado). ISBN 85-7682-147-8

- Política e Cotidiano: Estudos Antropológicos sobre Gênero, Família e Sexualidade. Blumenau: Nova Letra, 2006. v. 1. 335p. (org. com SCHWADE, E.). ISBN 85-7682-148-6

- Movimentos Sociais, Educação e Sexualidades. Rio de Janeiro: Garamond, 2005. v. 1. 277p. (org. com MENDES, J. C., PORTO, R. M. Muller, Rita, BECKER, S.Org.). ISBN 85-7617-069-8

- Interdisciplinaridade em Diálogos de Gênero. Florianópolis: Editora Mulheres, 2004. v. 1. 283p. (org. com ROCHA, C. T. C., LAGO, M. C. S., SENA, T., GARCIA, O. R. Z.). ISBN 85.86501.39.5

- Novas Tecnologias Reprodutivas Conceptivas: Questões e Desafios. Brasília: Letras Livres, 2003. v. 1. 196p. (org. com PORTO, Rozeli, TAMIANI, Marlene). ISBN 85-98070-01-7

- Cadernos NIGS – Série Extensão. Florianópolis: NIGS – Núcleo de Identidades de Gênero e Subjetividades, 2003. v. 1. 140p. (org. com SILVA, Anelise, MARIANO, Rayani, WEISS, Fatima).

- Masculino, Feminino, Plural: gênero na interdisciplinaridade. Florianópolis: Editora Mulheres, 1998. v. 1. 318p. (org. com PEDRO, Joana). ISBN 85-86501-05-0

- Trabalho de Campo & Subjetividades. Florianópolis: UFSC, Programa de Pós-graduação em Antropologia Social, 1992. 70 p.